# トレヴァー・ピノック
トレヴァー・デイヴィッド・ピノック（Trevor David Pinnock, 1946年12月16日）は、イギリスのカンタベリー生まれの指揮者 、チェンバロ・オルガン奏者。

## 概要
少年時代はカンタベリー大聖堂の聖歌隊員を務め、またピアノとオルガンを学んだ。その後、ロンドンの王立音楽大学でラルフ・ドーンズ、ミリセント・シルヴァに師事して、チェンバロとオルガンを修めた。学生時代にガリヤード・トリオを結成して活動を始め、アカデミー室内管弦楽団などで演奏する。
1973年にオリジナル楽器の楽団イングリッシュ・コンサートを設立、指揮、独奏の双方で活発な演奏活動、アルヒーフへの録音を行い、名声を得る。彼の主だったレパートリーはバッハ一族 、ヴィヴァルディ、ヘンデル、ハイドン、モーツァルト、またチェンバロ奏者として小澤征爾、ボストン交響楽団とプーランクのチェンバロ協奏曲「田園のコンセール」を演奏している。
他のオーケストラへの客演も活発に行っている。チェンバロ奏者として、ソロ、レイチェル・ポッジャーやジャン＝ピエール・ランパルらとの共演でも優れた演奏を残している。
2003年にイングリッシュ・コンサートの音楽監督をヴァイオリン奏者のアンドルー・マンゼに譲って、ピノック自身は退団した。
2022年から紀尾井ホール室内管弦楽団の首席指揮者を務める。